# اورسو ماریا گوئرینی
اورسو ماریا گوئرینی (ایتالیایی: Orso Maria Guerrini؛ زادهٔ ۲۵ اکتبر ۱۹۴۳) بازیگر اهل ایتالیا است.
از فیلم‌ها یا برنامه‌های تلویزیونی که وی در آن نقش داشته‌است، می‌توان به معضل بزرگ، ستارگان پائین را می‌نگردند، افسون، مردی به نام اسلج، ارادهٔ آنا، هویت بورن، انتقام، مظنون و واترلو اشاره کرد.